# لويس فابيان
لويس فابيان (بالفرنسية: Louis Fabien)‏ هو رسام فرنسي، ولد في 18 يناير 1924 في L'Isle-Jourdain, Vienne ‏ في فرنسا.